# Ambro Ignác Romuald
Ambro Ignác Romuald (Trencsén, 1748 – Újvidék, 1785) Újvidék város főorvosa.

## Élete
A gimnáziumi osztályokat szülővárosában és Nyitrán, felsőfokú tanulmányait pedig Nagyszombatban végezte, ahol bölcsészdoktor lett. Ezután két évig bányászatot tanult Selmecen, Egerben pedig jogot. A természettudományokban is kiemelkedett, valamint zenével és költészettel is foglalkozott. Művészi tanulmányok folytatása céljából Bécsbe ment, ahol az egyházi és polgári törvényeket is tanulmányozta. Ezek után figyelme az orvosi tudományok felé fordult, és 1776-ban orvos lett. Több európai nyelven beszélt, beutazta Magyarországot és a szomszéd országokat. Utazásából hazatérve, Újvidék város hivatalosan kinevezett orvosa lett. Hét évig viselte tisztségét. 1785-ben Újvidéken betegségben meghalt.

## Munkái
- Theses inaug. medicae. Bécs, 1776.
- Panegyricus… de laudibus medicinae… Pest, 1778.

Kéziratban maradtak:
- Pathologia generalis et particularis
- De salutari musices in medicina usu

Írt még egy tapasztalati természettant is.